# أليكس لارا
أليكس لارا (بالإنجليزية: Alex Lara) هو لاعب كرة قدم أمريكي في مركز الدفاع، ولد في 15 سبتمبر 1998 في أزوسا في الولايات المتحدة. لعب مع هارتفورد أتلتيك.